# Abalistes
Abalistes là một chi cá trong họ Balistidae được tìm thấy ở vùng biển Ấn Độ-Thái Bình Dương và phía Đông Đại Tây Dương.

## Các loài
Hiện hành có 3 loài được ghi nhận trong chi này:
- Abalistes filamentosus Matsuura & Yoshino, 2004 [3]
- Abalistes stellaris (Bloch & J. G. Schneider, 1801)
- Abalistes stellatus Vô danh, có thể là Lacépède, 1798